# Ником ни речи
Ником ни речи (енгл. Don't Say a Word), амерички је неоноар криминалистички трилер филм из 2001. године, режисера Герија Фледера, са Мајкл Дагласом, Британи Марфи и Шоном Бином у главним улогама.

## Радња
Након што је банда лопова украла рубин од 10 милиона долара из банке, један од њих побегне са пленом, да би му бивши саучесници ушли у траг и убили га. Сам рубин није пронађен.
Десет година касније, дан пре Дана захвалности, реномирани приватни дечији психијатар са Менхетна, др Нејтан Р. Конрад (Мајкл Даглас), позван је од стране свог пријатеља и бившег колеге, др Луиса Сакса (Оливер Плат) да види младу даму по имену Елизабет Бароуз (Британи Марфи) на државној психијатријској клиници.
Након што су 4. новембра пуштени из затвора, гангстери предвођени Патриком Костером (Шон Бин) упадају у стан поред стана у коме живи Нејтан Конрад са супругом Еги (Фамке Јансен) и ћерком Џеси (Скај Мекол Бартусијак). Те вечери, Патрик киднапује Џеси да би натерао Нејтана да извуче шестоцифрени број из Елизабетиног сећања. Када Нејтан посети Елизабет, она покушава да глуми менталну болест, али не успева да превари Нејтана Конрада, као што је то чинила већ 10 година. Лик Мајкла Дагласа осваја њено поверење - посебно када открије да је његова ћерка Џеси киднапована и да ће бити убијена ако не добију број.
Сакс признаје Нејтану да је банда која је киднаповала Џеси отела и његову девојку да би га натерала да добије број од Елизабет. Сакса посећује детективка Сандра Кесиди (Џенифер Еспозито) која га обавештава да је његова девојка пронађена мртва. У међувремену, Еги чује Џесин глас и схвата да отмичари држе њихову ћерку у истој згради. Отмичари шаљу једног од њих да убије Еги, али она поставља заседу и убија га.
Након што је Нејтан одвео Елизабет из душевне болнице, она се сећа неких догађаја око дана када је њен отац убијен. Открива се да је Елизабетин отац био члан банде која је извршила пљачку пре десет година и да их је преварио да узму украдени камен. Међутим, други чланови банде их касније проналазе са Елизабет и гурају га под воз метроа. Мала Елизабета постаје сведок убиства. Тада су, пре 10 година, чланови банде ухапшени, а Елизабета је побегла са својом лутком Бешком, у којој је био сакривен драгуљ. Такође се сећа да је број, 815508, број гроба њеног оца на острву Харт и да њена лутка лежи поред њега у ковчегу. Она објашњава да се сакрила на чамцу који је носио ковчег њеног оца за сахрану у Потерс Филд на острву Харт, а гробари су ставили лутку у ковчег.
Нејтан и Елизабет краду чамац да би стигли до острва Харт. Чланови банде их проналазе. Елизабет исписује број на прашњавом стаклу, а Патрик наређује свом сапутнику да ексхумира ковчег њеног оца. Проналази лутку и 10 милиона рубина скривене унутра. Затим наређује да се убију Нејтан и Елизабет, али стиже полиција са детективком Кесиди. Кесиди пуца на Патриковог сапутника, али Патрик успева да је рани. Искористивши забуну, Нејтан узима драгуљ од Патрика и баца га у оближњи ископани гроб. Патрик скаче за каменом, али привремени дрвени подупирачи отказују и Патрик је прекривен земљом, закопавајући га живог заједно са рубином. Нејтан се поново састаје са Еги и Џеси и позива Елизабет да прослави Дан захвалности са њима.

## Улоге
| Глумац                | Улога                    |
| --------------------- | ------------------------ |
| Мајкл Даглас          | Нејтан Конрад            |
| Шон Бин               | Патрик Костер            |
| Британи Марфи         | Елизабет Бароуз          |
| Скај Мекол Бартусијак | Џеси Конрад              |
| Гај Тори              | Мартин Долен             |
| Џенифер Еспозито      | детективка Сандра Кесиди |
| Фамке Јансен          | Еги Конрад               |
| Оливер Плет           | Луис Сакс                |
| Шон Дојл              | Расел Медокс             |
| Лери Блок             | вратар                   |
| Виктор Арго           | Сидни Сајмон             |
| Конрад Гуд            | Мекс                     |
| Пол Шулц              | Џејк                     |
| Ленс Редик            | Арни                     |